# HMS Barracouta (1851)
Barracouta (англ. — «Снэк (рыба)») — пароход британского флота. Заложен на судоверфи в Пемброк в Южном Уэльсе, спущен на воду 31 марта 1851 года. С 1854 по 1876 годы находился в плавании по морям Тихого, Индийского и Атлантического океанов.
В 1854—1855 годах воевал у берегов Камчатки, обследовал побережье Дальнего Востока России. В августе 1855 года вместе с фрегатом Winchester исследовал берега южного Приморья, дав им английские названия — залив Сеймур, Порт Мэй, залив Горнет и другие. Списан в 1881 году.

## История плаваний
С 1854 года находился в плавании у берегов Юго-Восточной Азии, с 1860 по 1864 годы — у берегов Северной Америки. Во время Крымской войны нёс боевую вахту у берегов Камчатки. Участвовал в во Второй Опийной войне 1856 года. В 1873—1874 годах находился в плавании у западной Африки. С 1874 по 1876 годы принимал участие в военных операциях у берегов Австралии. В 1877 году вернулся в Англию.

### Открытие русских берегов
В августе 1855 года «Барракуда» вместе с фрегатом «Винчестер» направляясь из Татарского пролива в Японию, обследовали ранее неизученные берега Приморского края, которым дали англоязычные названия: залив Сеймур (залив Ольги), залив Виктория (западная акватория залива Петра Великого), бухта Наполеона (Уссурийский залив), бухта Герэна (Амурский залив), Порт Мэй (бухта Золотой Рог), Порт Дандэс (бухта Новик), Порт Брюс (Славянский залив), пролив Гамелен (Босфор Восточный). Оставив парусный фрегат «Винчестер» у острова Русский, «Барракуда» обследовала остров Путятина и ранним утром 21 августа оказалась в заливе, названным ею залив Горнет (залив Находка).
По возвращении из плавания офицер «Барракуды» Тронсон в 1859 году издал книгу, в которой описал экспедицию по берегам Тихого океана.